# Katrin Bühring
Katrin Bühring (născută Gohlke, la 16 mai 1977 în Rathenow) este o actriță germană. Cunoscut din serialul polonez „Wojenne Dziewczyny” difuzat la TVP1. Între anii 1983 - 1991 a urmat cursurile școlii superioare de politehnică "Hermann-Duncker" din Berlin, după care între anii 1998 - 2001 a terminat facultatea de muzică și teatru din Hanovra. Cariera de actriță a început-o la Teatrul de Stat din Stuttgart. Ea între anii 2007,2008 a mai jucat în diferite roluri la Casa de teatru din Zürich, sau în fiferite filme TV. Din anul 2007 a început să scrie, librete, scenarii pentru diferite filme germane.

## Filmografie
- 1998: Ein Mann fällt nicht vom Himmel (TV)
- 2000: Jahrestage (TV)
- 2000: Eine Hand schmiert die andere (TV)
- 2000: Romeo (TV)
- 2002: In einer Nacht wie dieser (TV)
- 2002: Poppen (Film de scurt metraj)
- 2004: Aller Tage Abend
- 2005: Reblaus (TV)
- 2006: Tod einer Freundin (TV)
- 2007: Todesautomatik (TV)
- 2010: Fucked (Film de scurt metraj)
- 2011: Dating Lanzelot
- 2011: Shadows In The Distance
- 2012: Zu dir? (Film de scurt metraj)
- 2017: Wojenne Dziewczyny la fel de Margarethe von Losein (TVP1)

## Distincții
- 2001, premiul Academiei Germane de Arte Dramatice
- 2002, Premiul Adolf Grimme